# Egnasia tenella
Egnasia tenella là một loài bướm đêm trong họ Noctuidae.